# 聖なる酔っぱらいの伝説
『聖なる酔っぱらいの伝説』（せいなるよっぱらいのでんせつ、原題：La leggenda del santo bevitore）は、1988年制作のイタリア・フランス映画。
パリを舞台に、ある酔っ払いが体験する奇妙な出来事を描いたドラマ。ヨーゼフ・ロート原作の小説の映画化。エルマンノ・オルミ監督、ルトガー・ハウアー主演。

## あらすじ
パリ・セーヌ川の橋の下でホームレスとして暮らすアンドレアスはある日、不思議な紳士と出会い、彼から200フランの金を与えられる。ただし、日曜日の朝に聖テレーズ像のある教会でミサの後に金を返すという条件が付いていた。
それからというもの、彼の身には、仕事が見つかったり、買った新品の財布に金が入っていたり、ギャビーという若いダンサーとのつかの間の情事を楽しんだりと、奇妙な出来事が続く。
そして迎えた約束の日曜日、教会へ足を運んだアンドレアスは、そこでカロリーヌという女性と出会う。実はアンドレアスはカロリーヌとは旧知の仲であり、彼女をめぐって誤って友人である彼女の夫を殺し、投獄された過去があった。アンドレアスは彼女と久々の愛を楽しみ、例の約束をほごにしてしまう。
翌週の日曜日、アンドレアスは再び教会へ足を運ぶ。そこで今度は幼なじみのヴォイテクと再会、彼はまたしても約束をほごにしてしまう。
そしてその次の日曜日、教会の前のカフェでヴォイテクと待ちあわせをしていたアンドレアスは、そこで1人の少女を見る。その少女は、前夜夢枕に立った聖テレーズと瓜二つだった。すると次の瞬間、アンドレアスは昏倒してしまう。

## キャスト
- アンドレアス：ルトガー・ハウアー
- 紳士：アンソニー・クエイル
- ギャビー：サンドリーヌ・デュマ
- ヴォイテク：ドミニク・ピノン
- カロリーヌ：ソフィー・セガレン
- ジャン＝モーリス・シャネ
- セシール・パオリ
- ジョゼフ・デ・メディナ
- フランコ・アルディギエーリ

## 受賞
- 第45回ヴェネツィア国際映画祭金獅子賞[2][3][4]
- ダヴィッド・ディ・ドナテッロ賞
  - 作品賞
  - 監督賞（エルマンノ・オルミ）
  - 撮影賞（ダンテ・スピノッティ）
  - 編集賞（エルマンノ・オルミ）[3][4]
- ナストロ・ダルジェント賞
  - 最優秀作品監督賞（エルマンノ・オルミ）
  - 脚本賞（エルマンノ・オルミ、トゥリオ・ケツィク）[4][5]